# Maciej Śliwa
Maciej Śliwa (Starachowice, 2001. május 22. –) lengyel korosztályos válogatott labdarúgó, a ŁKS Łódź csatárja.

## Pályafutása

### Klubcsapatokban
Śliwa a lengyelországi Starachowice városában született. Az ifjúsági pályafutását a helyi Sokół Starachowice és Juventa Starachowice csapataiban kezdte, majd 2017-ben a Wisła Kraków akadémiájánál folytatta.
2018-ban mutatkozott be a Wisła Kraków első osztályban szereplő felnőtt csapatában. Először a 2018. december 21-ei, Lech Poznań ellen 1–0-ra elvesztett mérkőzés 86. percében, Kamil Wojtkowski cseréjeként lépett pályára. Első gólját 2019. május 13-án, az Arka Gdynia ellen 3–1-es vereséggel zárult találkozón szerezte meg.
2019. július 1-jén négyéves szerződést kötött a másodosztályú Miedź Legnica együttesével. Először a 2019. augusztus 10-ei, Chrobry Głogów ellen 2–1-re megnyert bajnoki 73. percében, Patryk Makucht váltva lépett pályára. 2020. július 25-én, a Jastrzębie ellen 1–1-es döntetlennel zárulta találkozón Śliwa szerezte az egyenlítő gólt. A 2021–22-es szezonban feljutott a csapattal az első osztályba. Az Ekstraklasában 2022. július 17-én, a Radomiak ellen 1–1-es döntetlennel zárult mérkőzésen debütált, majd az 53. percben meg is szerezte első gólját a klub színeiben. 2023. február 22-én a ŁKS Łódźhoz írt alá.

### A válogatottban
Śliwa az U18-as és az U20-as korosztályú válogatottakban is képviselte Lengyelországot.
2021-ben debütált az U20-as válogatottban. Először 2021. november 11-én, Románia ellen 2–1-re elvesztett barátságos mérkőzés 16. percében, Arkadiusz Pyrka cseréjeként lépett pályára.

## Statisztikák
2023. július 21. szerint
| Klub          | Szezon   | Osztály     | Bajnokság | Bajnokság | Kupa és Ligakupa | Kupa és Ligakupa | Nemzetközi | Nemzetközi | Összesen | Összesen |
| Klub          | Szezon   | Osztály     | Meccs     | Gól       | Meccs            | Gól              | Meccs      | Gól        | Meccs    | Gól      |
| ------------- | -------- | ----------- | --------- | --------- | ---------------- | ---------------- | ---------- | ---------- | -------- | -------- |
| Wisła Płock   | 2018–19  | Ekstraklasa | 5         | 1         | 0                | 0                | —          | —          | 5        | 1        |
| Miedź Legnica | 2019–20  | I Liga      | 24        | 2         | 3                | 0                | —          | —          | 27       | 2        |
| Miedź Legnica | 2020–21  | I Liga      | 21        | 0         | 0                | 0                | —          | —          | 21       | 0        |
| Miedź Legnica | 2021–22  | I Liga      | 32        | 5         | 1                | 1                | —          | —          | 33       | 6        |
| Miedź Legnica | 2022–23  | Ekstraklasa | 8         | 1         | 1                | 0                | —          | —          | 9        | 1        |
| Miedź Legnica | Összesen | Összesen    | 85        | 8         | 5                | 1                | 0          | 0          | 90       | 9        |
| ŁKS Łódź      | 2022–23  | I Liga      | 12        | 1         | 0                | 0                | —          | —          | 12       | 1        |
| ŁKS Łódź      | 2023–24  | Ekstraklasa | 1         | 0         | 0                | 0                | —          | —          | 1        | 0        |
| ŁKS Łódź      | Összesen | Összesen    | 13        | 1         | 0                | 0                | 0          | 0          | 13       | 1        |
| Összesen      | Összesen | Összesen    | 103       | 10        | 5                | 1                | 0          | 0          | 108      | 11       |

## Sikerei, díjai
Miedź Legnica
- I Liga
  - Feljutó (1): 2021–22

ŁKS Łódź
- I Liga
  - Feljutó (1): 2022–23